# INID
INID ist ein Akronym für englisch Internationally agreed Numbers for the Identification of (bibliographic) Data und steht für das von den Patentämtern der Welt benutzte Schema, bibliografische Daten von Patentveröffentlichungen in einheitlicher Form unabhängig von der Veröffentlichungssprache auf dem Deckblatt aufzuführen. Zum Beispiel finden sich hinter der Nummer (30) immer die Angaben zu früheren sog. Prioritätsanmeldungen des Patents und hinter der Nummer (51) die technischen Gebiete (Klassen) gemäß der Internationalen Patentklassifikation (IPC).
INID-Kodes sind durch die Weltorganisation für geistiges Eigentum (WIPO) im ST.9 standardisiert.